# Národní bezpečnostní rada (USA)

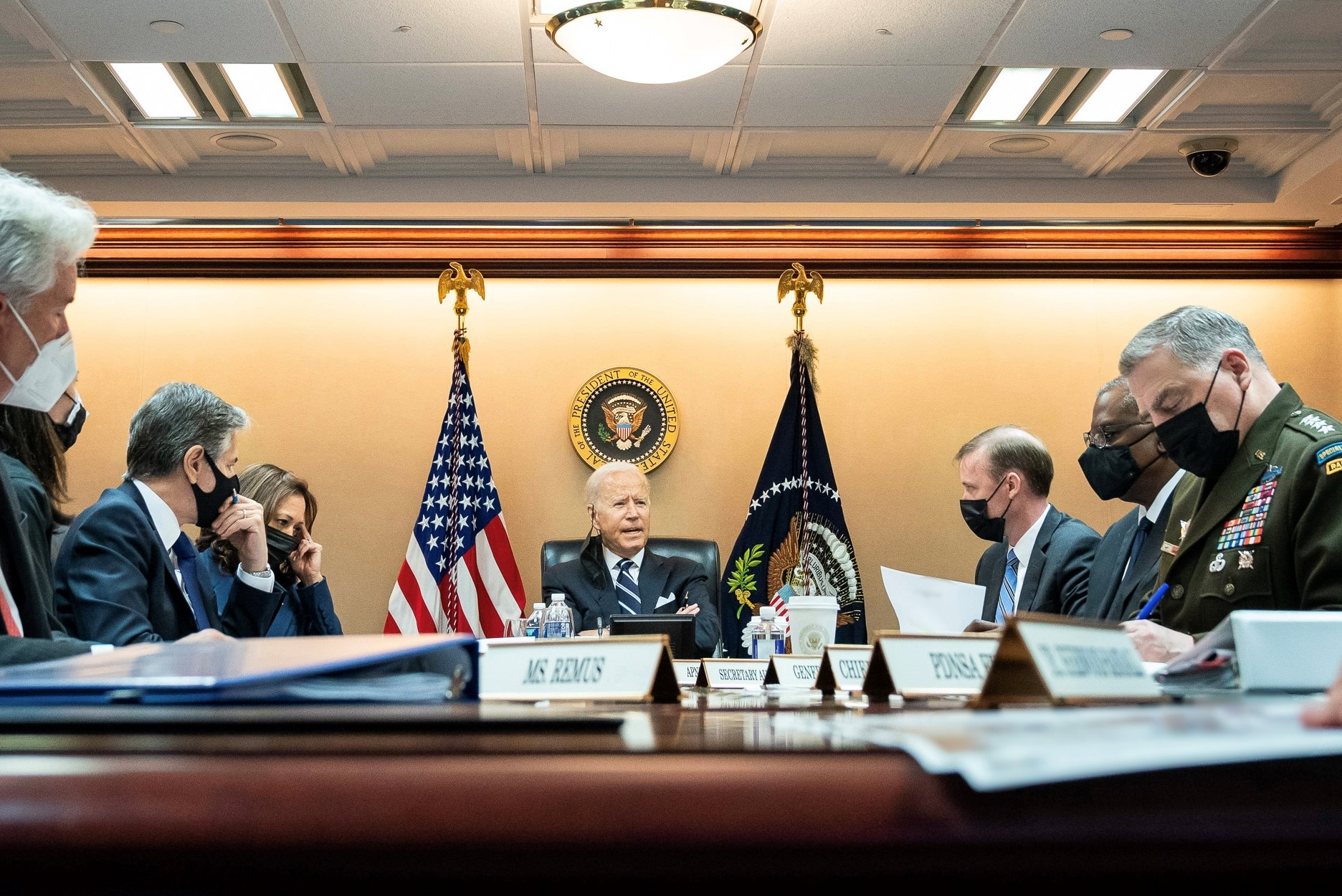
Zasedání Národní bezpečnostní rady pod předsednictvím Josepha R. Bidena diskutující o pádu Kábulu, 18. srpna 2021

Národní bezpečnostní rada Spojených států (anglicky United States National Security Council) je hlavním poradním orgánem prezidenta Spojených států pro projednávání záležitostí národní bezpečnosti, armády a zahraniční politiky. Sídlí v Bílém domě, je součástí výkonné kanceláře prezidenta Spojených států a skládá se z vládních úředníků a vysokých bezpečnostních poradců. Byla zřízena roku 1947 prezidentem Harrym S. Trumanem.

## Členové
- Předseda - prezident
- Řádní členové - viceprezident, ministr zahraničí, ministr obrany, ministr energetiky, ministr financí, ministr spravedlnosti, ministr pro vnitřní bezpečnost, velvyslanec při OSN, administrátor Agentury pro mezinárodní rozvoj, národní bezpečnostní poradce, šéf štábu Bílého domu.
- Doplňující členové a poradci - předseda náčelníků štábů Ozbrojených sil, poradce pro domácí bezpečnost, ředitel Ústřední zpravodajské služby, a další...

## Pravomoci
Úkolem národní bezpečnostní rady je připravovat opatření pro prezidenta. Byla zřízena Zákonem o národní bezpečnosti z roku 1947 (P.L. 235 – 61 Stat. 496; U.S.C. 402), ve znění dodatku z roku 1949 (63 Stat. 579; 50 U.S.C. 401 a násl.).Tento zákon zřídil Rady jako poradního sboru prezidenta pro záležitosti týkající se národní bezpečnosti v oblasti „domácí, zahraniční a vojenské politiky“, a rovněž zřídil Ústřední zpravodajskou službu a stanovil Radu jako koordinátora zpravodajské činnosti. Později, v roce 1949, byla v rámci reorganizace Rada podřízena výkonné kanceláři prezidenta.
Tajný panel Národní bezpečnostní rady je pověřen sledováním a likvidací osob podezřelých z terorismu, a to jak amerických občanů tak cizinců, což bylo kritiky označeno za "povolení zabíjet". Z právního hlediska je toto odůvodněno jako nezbytná vojenská akce v souladu s Autorizací k použití vojenské síly (107–40, 115 Stat. 224) ze dne 18. září 2001.